# Carl Stoer
Carl Stoer (Stolberg, 29 de juny de 1814 - Weimar, 17 de gener de 1889) fou un compositor alemany.
Fou deixeble de Götze i Lobe, el 1827 fou nomenat músic de la cort a Weimar i el 1857 mestre de capella de la mateixa cort, càrrec que tingué d'abandonar a causa d'una oftàlmia. La seva obra més important és Das Lied vom der Glocke quadres simfònics. També va compondre l'òpera Die Flucht que fou estrenada a Weimar el 1843.